# Illaena exilis
Illaena exilis är en skalbaggsart som beskrevs av Wilhelm Ferdinand Erichson 1842. Illaena exilis ingår i släktet Illaena och familjen långhorningar. Inga underarter finns listade i Catalogue of Life.